# Ferdinand Maria, Elector de Bavaria
Ferdinand Maria (n. 31 octombrie 1636, München, Electoratul Bavariei – d. 26 mai 1679, Oberschleißheim, Bayerischer Reichskreis⁠(d), Germania), aparținând Casei de Wittlesbach, a fost Duce al Bavariei și principe elector al Sfântului Imperiu Roman din 1551 până la moarte.

## Biografie

### Origine
Ferdinand Maria a fost fiul ducelui Maximilian I de Bavaria și al celei de-a doua soții a sa, Maria Anna, fiica împăratului Ferdinand al II-lea, nașul său de botez. Bunicii săi pe linie maternă au fost arhiducele Austriei, Carol al II-lea, și Maria Anna de Bavaria.

### Guvernarea
Datorită tatălui său, Ferdinand Maria s-a familiarizat foarte devreme cu problemele consiliului de securitate. În 1651 la moartea tatălui, el a preluat guvernarea sub tutela mamei sale deoarece nu atinsese încă vârsta majoratului.Fratele tatălui său, ducele Albert al VI-lea, a asigurat guvernarea statului. Conform testamentului principelui elector, întocmit în 1651, Johann Adlzreiter von Tettenweis, un important jurist și politician al vremii, a fost desemnat membru al consiliului care a deținut guvernarea până când prințul moștenitor Ferdinand Maria a ajuns la majorat. Deși la început nu a fost fericit să se ocupe de problemele guvernării, el a dat dovadă de intuiție, siguranță și putere de decizie.
În 1654 când Ferdinand Maria a început să guverneze independent, Carol Gustav, ruda sa din linia Zweibrücken-Kleeburger a familiei, a fost încoronat rege al Suediei. Acesta i-a propus în 1673 reunirea celor două linii ale familiei Wittelsbach însă Ferdinand Maria, un realist cumpătat, nu a acceptat. De asemenea, el nu dorit să se alăture „Ligii Rinului” creată de Johann Filip de Schönborn, principele elector de Mainz în ideea de a pune capăt diferendului dintre Franța și Spania în detrimentul împăratului romano-german. Acest refuz s-a bazat pe preferința sa pentru o poziție neutră față de conflictul Bourbonilor cu Habsburgii. Totuși, Ferdinand Maria a trimis trupe de apărare în Ungaria împotriva pericolului unui atac otoman devenit iminent. 
Calculând riscurile el a refuzat, de asemenea, ideea mercantilistă propusă de Dr. Becher de a fonda prin intermedierea olandezilor, o colonie bavareză lângă New York și a preferat să abordeze problemele cu care se confrunta țara sa. Astfel, el a reformat armata și administrația statului. În 1670 a emis un „Regulament al orașelor și târgurilor” pentru a elimina practicarea nepotismului în ocuparea funcțiilor și a blocat creșterea proprietăților clericilor prin susținerea pragmatică a fermierilor.
Deoarece Leopold I de Habsburg dovedea puțin interes în ceea ce privea Bavaria, Ferdinand Maria s-a îndreptat împotriva tendințelor absolutiste și centraliste ale împăratului numindu-l cancelar al consiliului secret pe Kaspar von Schmid care manifesta prietenie față de Franța. În 1670 Ferdinand Maria a încheiat cu acest regat un contract subsidiar promițând să împiedice un eventual război în cazul în care linia spaniolă sau cea austriacă a familiei Habsburgilor s-ar fi stins. În ambele situații, Ludovic al XIV-lea dorea să acționeze alături de Ferdinand Maria căruia îi promisese, în această eventualitate, teritoriile austriece de la granița Bavariei. Față de posibilitatea de a deveni împărat, Ferdinand Maria a rămas sceptic ca și anterior față de alegerea împăratului Leopold I. 

### Contribuția la dezvoltarea culturii

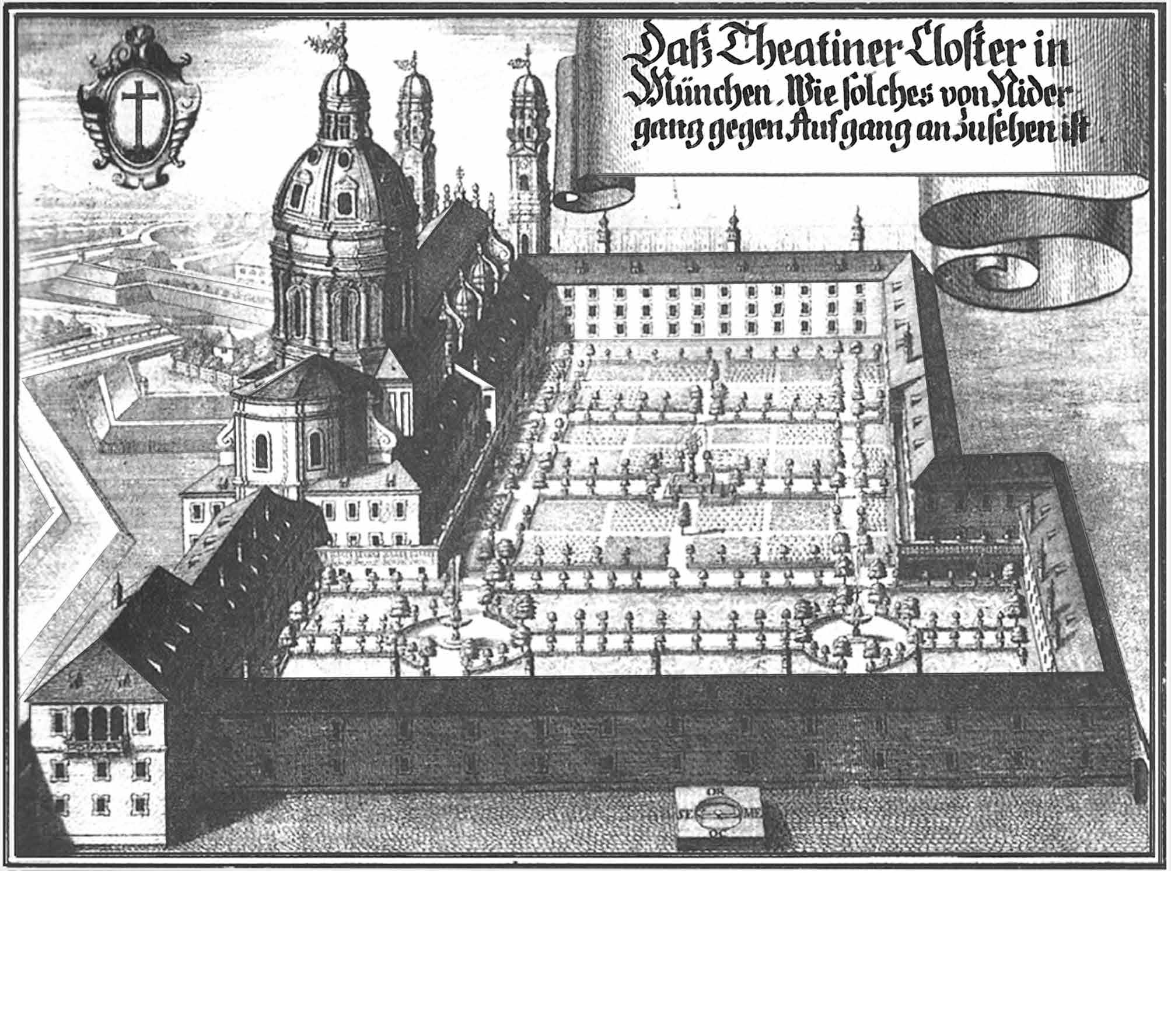
Biserica și mănăstirea Sf. Cajetan a Ordinului teatin (c. 1700, gravură de Michael Wening)

În ceea ce privește dezvoltarea culturală a țării, stilul baroc italian și-a croit drumul spre curtea regală bavareză prin susținerea lui Ferdinand Maria și a soției sale, Henrietta Adelaida. După ce în 1662 s-a născut primul lor fiu, Maximilian, moștenitorul tronului Bavariei, după mulți ani de la încheierea căsătoriei, cei doi soți au comandat construirea Castelului Nymphenburg și a Bisericii regale Sf. Cajetan (germană Theatinerkirche St. Kajetan). 
În 1651, la ideea Henriettei Adelaida, a început construcția primei Opere din München (în Piața Salvator) care a durat mai puțin de patru ani. Aceasta a fost prima operă de sine stătătoare de pe teritoriul Germaniei de astăzi. Planurile au fost realizate de arhitectul teatrului venețian Francesco Santurini (1627–1682). La construcție a participat și arhitectul Marx Schinnagl din München. 

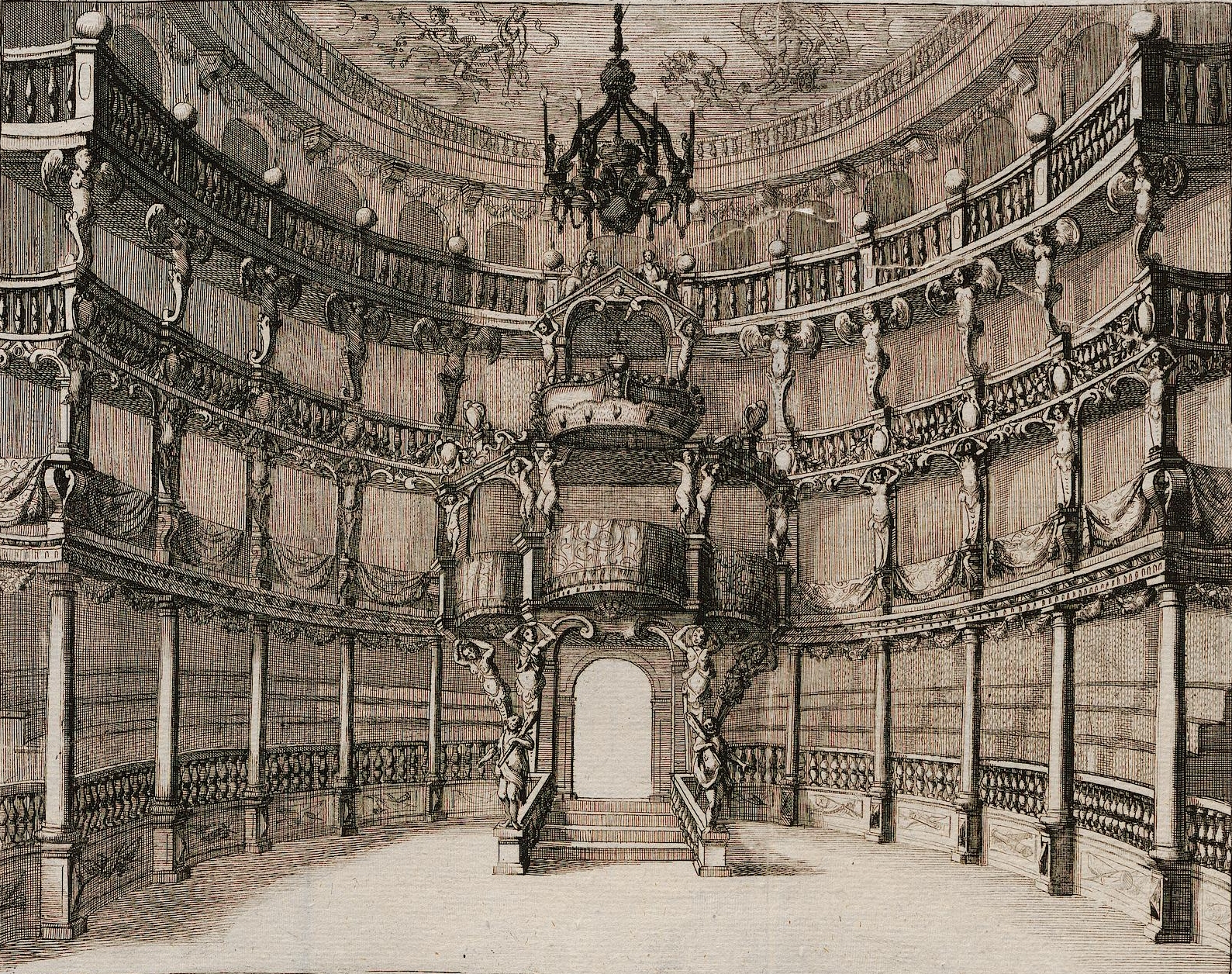
Opera din München

Cu toate acestea, distracțiile de la curtea regală, inclusiv clădirea operei, au rămas inaccesibile populației. Viața muzicală la curte a fost înrâurită de muzicieni și compozitori ca Giovanni Giacomo Porro, Johann Caspar von Kerll și Ercole Bernabei. Începând din 1670 atât o trupă de actorie franceză, cât și una germană și-au făcut apariția la München. Ocazional, însuși Frederic Maria participa la punerea în scenă a pieselor de teatru.
Artiștii locali au fost în mare măsură înlocuiți la curte de maeștri italieni. Arhitectul curții a fost inițial venețianul Agostino Barelli, apoi au fost numiți elvețianul Enrico Zuccalli și italianul Giovanni Antonio Viscardi, al căror stil a fost decisiv timp de multe decenii. 

### Ultimii ani
În 1674 un incendiu a distrus jumătate din palatul regal din München, aproape doi ani mai târziu, pe 18 martie 1676, ducesa Henrietta Adelaida a murit bolnavă la vârsta de 39 de ani. Ferdinand Maria a murit la Castelul Schleißheim în 1679, câțiva ani după moartea soției sale. Deși Ferdinand Maria a avut toată viața un confesor iezuit, preotul Antonio Spinelli din Ordinul teatin a fost cel care l-a împărtășit la Castelul Schleißheim în 1679, înainte de a muri datorită unei insuficiențe cardiace neașteptate (părintele iezuit Bernhard Frey plecase la München cu doar câteva ore înainte de moartea principelui elector).
Ferdinand Maria a fost înmormântat în cripta princiară din Biserica Sf. Cajetan (Theatinerkirche). În anul următor căsătoria primei sale fiice, Maria Anna Victoria, cu vărul ei Ludovic, Delfinul Franței, a fost un rezultat târziu al alianței încheiate de Frederic Maria cu Franța. 

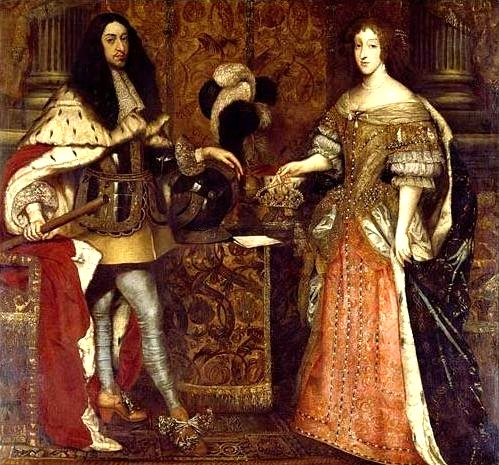
Principele elector Ferdinand Maria și soția sa Henrietta Adelaida (pictură de Sebastiano Bombelli, 1666)

După o cârmuire pacifistă de aproape 30 de ani, Ferdinand Maria a lăsat moștenire un ducat cu visteria plină. Contemporanii săi l-au numit, pe bună dreptate, „părintele patriei și al păcii”.

### Căsătorie și descendenți
Pe 25 iunie 1652, la vârsta de 16 ani, Ferdinand Maria s-a căsătorit cu prințesa Henrietta Adelaida de Savoia care era cu doar câteva zile mai tânără decât el. Cei doi fuseseră logodiți prin procură pe 11 decembrie 1650 la Torino. Cuplul a avut 8 copii:
- Maria Anna Victoria (1660 – 1690), căsătorită cu Ludovic, delfinul Franței;
- Maximilian (1662 – 1726), căsătorit cu Maria Antonia de Austria și cu Theresa Cunigunda Sobieska;
- Luisa Margareta Antonia (1663 – 1665);
- Ludovic Amadeus Victor (n./d. 1665);
- un fiu (n./d. 4 august 1666);
- Cajetan Maria Franz (n./d. 1670);
- Iosif Clement (1671 – 1723), principe elector și arhiepiscop de Köln;
- Violante Beatrice (1673 – 1731), căsătorită cu Ferdinando de' Medici.[10]